# 長梗毛娥房藤
長梗毛娥房藤（学名：Jacquemontia tamnifolia）又名苞叶小牵牛，为旋花科房藤屬下的一个种。